# Bænken
Bænken er en dansk film fra 2000, instrueret af Per Fly. Filmen er første del i en trilogi, hvor de næste dele er Arven og Drabet.

## Synopsis
En arbejdsløs fuld mand hænger ud på en offentlig bænk i byens centrum med en gruppe ligesindede sjæle, uden andre interesser end at finde pengene til den næste drink. Da en enlig mor flytter ind i en nabolejlighed, bliver han involveret i hendes problemer.

## Modtagelse
Filmen modtog tre Bodil-statuetter: for bedste mandlige hovedrolle (Jesper Christensen), bedste instruktør (Per Fly) og bedste mandlige birolle (Nicolaj Kopernikus) og fem Robertstatuetter: bedste mandlige hovedrolle (Jesper Christensen), bedste instruktør (Per Fly), bedste film (Ib Tardini), bedste kostumer (Louize Nissen) og bedste sminke (Charlotte Laustsen).
Bænken blev set af 226.614 biografgængere i Danmark.

## Medvirkende
- Jesper Christensen – Kaj
- Marius Sonne Janischefska – Jonas
- Stine Holm Joensen – Liv
- Nicolaj Kopernikus – Stig
- Jens Albinus – Kim
- Sarah Boberg – Connie
- Benjamin Boe Rasmussen – Bo
- Erik Hovby Jørgensen – Carsten
- Lars Ranthe – Kaptajnen
- Holger Perfort – Pensionist
- Petrine Agger – Sygeplejerske
- John Martinus – Toiletpasser